# Noteridae
Los notéridos (Noteridae) son una familia de coleópteros adéfagos acuáticos relacionada con los Dytiscidae, y antiguamente clasificados junto a ellos. 
Se diferencian básicamente por la presencia de la "placa noteroide", una placa situada ventralmente entre el segundo y tercer par de patas. La familia comprende unas 230 especies repartidas en 12 géneros, que se pueden encontrar en todo el mundo, más comúnmente en los trópicos.
Estos escarabajos son relativamente pequeños, midiendo entre 1 a 5 mm, con cuerpos ovales, coloreados entre marrón claro a marrón rojizo oscuro. La cabeza es corta y a veces cubierta por el protórax.
Tanto los adultos como las larvas son acuáticos, y se encuentran normalmente alrededor de plantas. Tienen un hábito de enterrarse en el substrato; son principalmente carnívoros con cierto canibalismo observado.